# Ludwig-Musser
Ludwig-Musser es una marca registrada de una fábrica de Baterías, instrumentos de percusión perteneciente a la empresa Conn-Selmer, Inc.

## Una empresa familiar
Wilhelm F. Ludwig, nacido en 1879 en el Imperio Alemán, emigró a los Estados Unidos junto a sus padres a la edad de 8 años. La familia se radicó en la ciudad de Chicago, y allí cambió su nombre a William. 
En una ocasión, William Ludwig, después de ver un desfile de los miembros del Primer Regimiento de la Guardia Nacional de Illinois, se convenció de que se quería convertir en uno de ellos, como ejecutante de tambor. 
Sin embargo, su padre, un trombonista profesional, insistió en que los tambores no eran un instrumento musical serio. Después de varios improductivos años estudiando violín y piano, el padre accedió a comprarle unos tambores de segunda mano. El progreso en los tambores le llevó a tocar con pequeños grupos novatos y conseguir algunos trabajos con paga, ya como baterista profesional en 1908. 
El viejo pedal de madera de la batería de William no cumplía con las rigurosas demandas de los nuevos ritmos sincopados del jazz y el ragtime. Después de varias visitas a las tiendas locales de música el joven no logró encontrar un pedal satisfactorio. Como resultado, decidió diseñar su propio pedal de madera, capaz de tempos más rápidos, sin pérdida de fuerza o volumen. Algunos pedales fabricados para él se convirtieron en la envidia de otros bateristas locales. Robert C. Danly, su cuñado, un técnico mecánico, creía que el pedal podía ser producido en masa y fabricado de un material más durable.
En 1910, en un granero rentado al noreste de Chicago, William junto a su hermano Theobald fundaron la empresa Ludwig & Ludwig, siendo su primer producto un pedal para bombo, que superaba a sus similares de la época por su velocidad de ejecución.
En 1909-1910, William consiguió un trabajo como timbalista en la Orquesta Sinfónica de Pittsburg. El exorbitante precio de un par de timbales importados lo decidió a construir con su cuñado Robert Danly, un timbal más barato y con mejor calidad. Después de tres años de experimentos, el primer juego de timbales de acción hidráulica fue vendido a la Orquesta Sinfónica de Saint Paul, pero al poco tiempo falló el sistema y el fluido se drenó. Después de varios experimentos, los dos decidieron cambiar, en 1916, la acción hidráulica por un mecanismo de resorte, que fue la base para los timbales actuales.
Por esos años se casó con Elsa Maria Gunkler y tuvieron dos hijos, William hijo, en 1916, y Bettie, en 1920.
La compañía Ludwig & Ludwig creció, adquiriendo nueva maquinaria y cambiándose de lugar varias veces. La aparición de películas y el cine mudo creó la necesidad de nuevos efectos de sonido y baterías. La producción se extendió entre 1925 y 1930 a otros tipos de tambores e instrumentos tales como el banjo-ukelele. La empresa fabricó dos modelos que fueron muy apreciados por los ejecutantes, alcanzando el nivel de calidad que ya tenían otras empresas como Gibson y Jack Abbott. 
Con la Gran Depresión, la fábrica también sufrió sus efectos. La empresa C.G. Conn Company (localizada en Elkhart, Indiana) ya había comprado la Leedy Manufacturing Company (otra empresa de baterías localizada en Indianápolis), y obligada por las circunstancias, Ludwig & Ludwig tuvo también que fusionarse con ella. William nunca estuvo contento con la fusión y decidió dejar la empresa en 1936.
Un año después formó una nueva empresa, la W.F.L. Drum Company, siendo su primer producto un pedal, que recibió el nombre de Speed King Pedal, y que sigue en producción desde entonces. 
Fue entonces cuando incorporó a la nueva empresa a sus hijos William y Betty. William asumió como gerente de ventas y publicidad, publicando en 1939 su primer catálogo, seguido en 1940 por otro.
En 1942, fue llamado a servir en la Armada de los Estados Unidos, donde enseñó las técnicas de percusión en marcha militar. Dejó el servicio en 1945 con el grado de Chief Petty Officer y regresó a la empresa, publicando en 1947 un nuevo catálogo. 
En 1955, W.F.L. Drum Company ofreció a C.G. Conn Company comprar la antigua Ludwig & Ludwig, lo que fue aceptado, creando la nueva empresa Ludwig Drum Company.
Para 1966, la empresa adquirió Musser Marimba Company, que fabricaba instrumentos de percusión, tales como vibráfonos, marimbas, xilófonos y campanas tubulares.
En 1970, William hijo asumió como presidente de la empresa. Tres años más tarde falleció su padre William F Ludwig. 
En la década de 1980 se publicó su último catálogo antes de pensionarse. En 1981, la empresa nuevamente se fusionó, esta vez con la Conn-Selmer, Inc., donde continuó trabajando como consultor, además de realizar giras y dar conferencias. Su hijo William Ludwig III continuó a cargo de la empresa.
Como reconocimiento a sus contribuciones, la Capital University le otorgó un título honorario de Doctor en 1987.
En 2001, publicó una autobiografía con el nombre The Making Of A Drum Company.
El 22 de marzo de 2008, a la edad de 91 años, falleció en Chicago.

## Prestigio mundial
La década de 1960 fue muy importante para la empresa, cuando obtuvo el apoyo inesperado de Ringo Starr, el baterista de The Beatles, que lucía el logo Ludwig en su batería, subiendo la popularidad de la marca a nivel internacional. La empresa reconoció el aporte del músico, regalándole en 1965, una caja bañada en oro, con una inscripción de agradecimiento. Una larga lista de afamados bateristas, comenzando por John Bonham de la banda Led Zeppelin con su modelo Vistalite, seguiría apoyando a la empresa al elegir sus productos.